# Policía de Tucumán

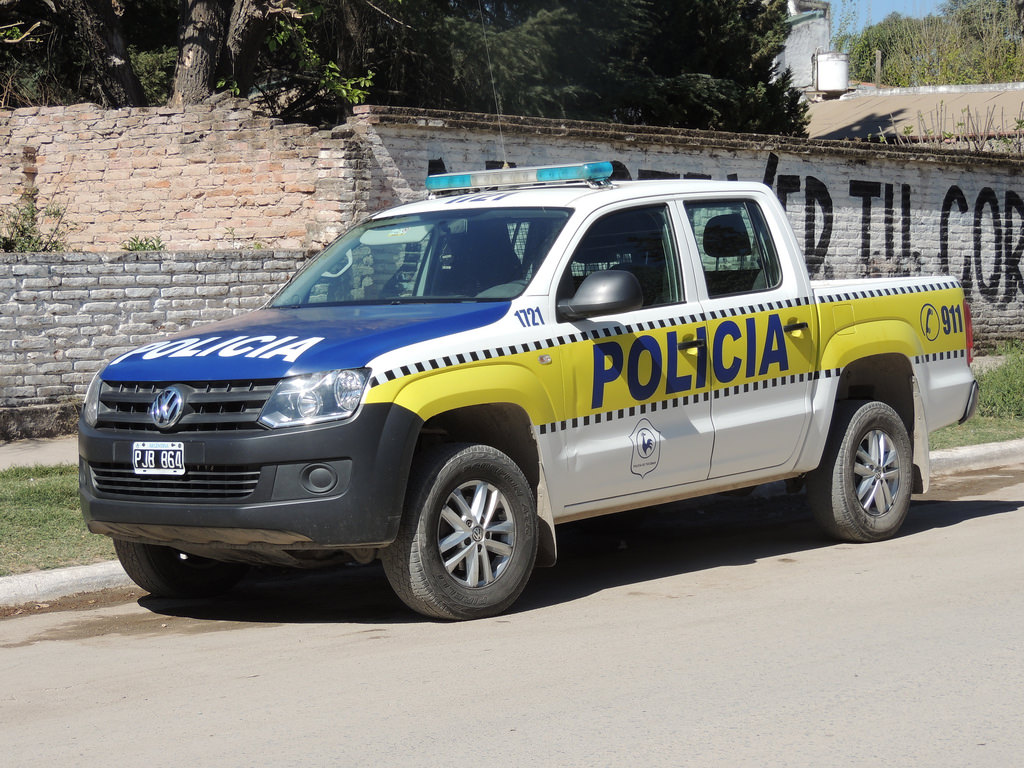
Camioneta Volkswagen Amarok de la Policía de Tucumán en San Pedro de Colalao

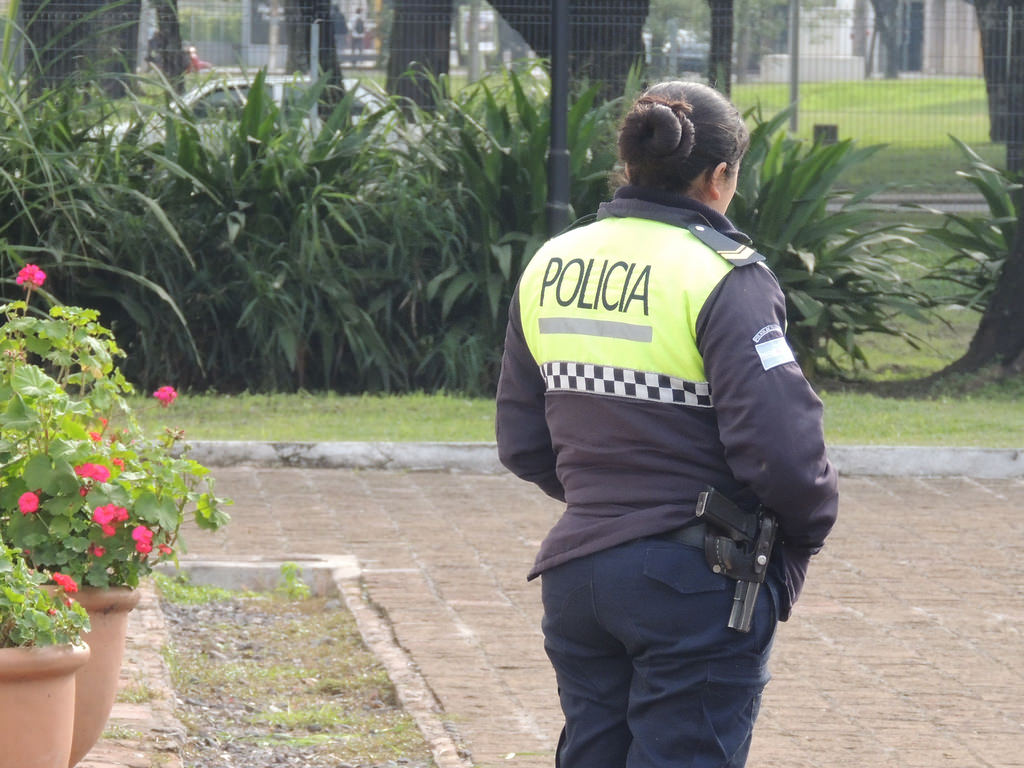
Un personal femenino de la Policía de Tucumán en el Parque 9 de Julio de la ciudad de San Miguel de Tucumán

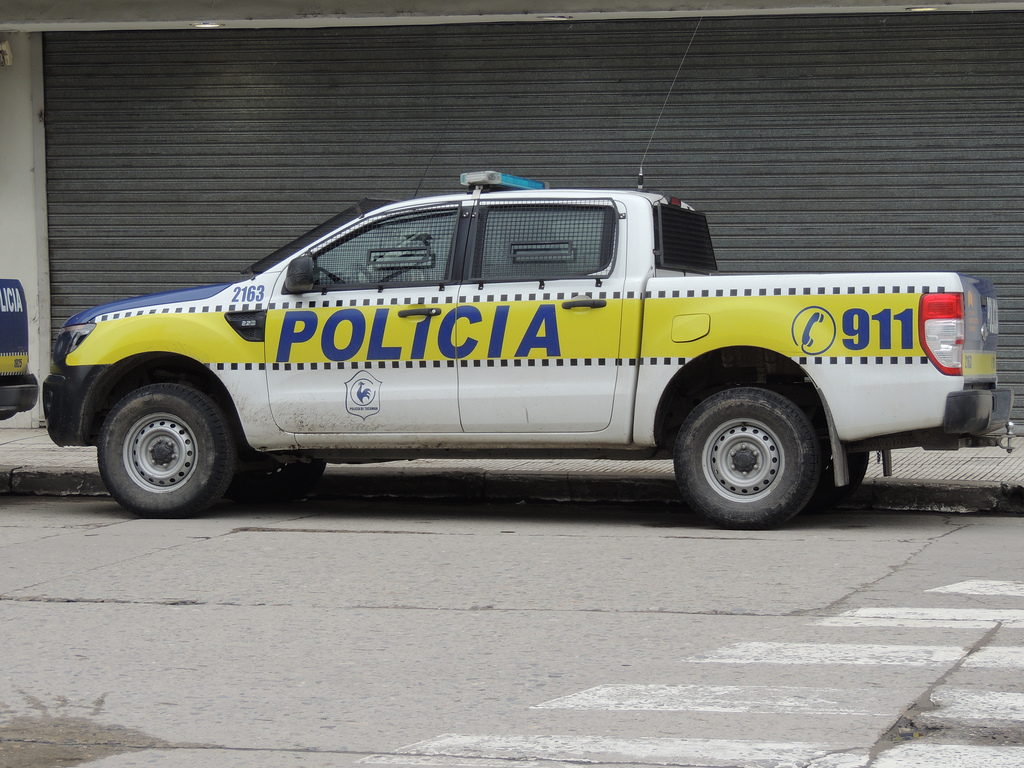
Una camioneta de la Policía de Tucumán en la ciudad de Concepción

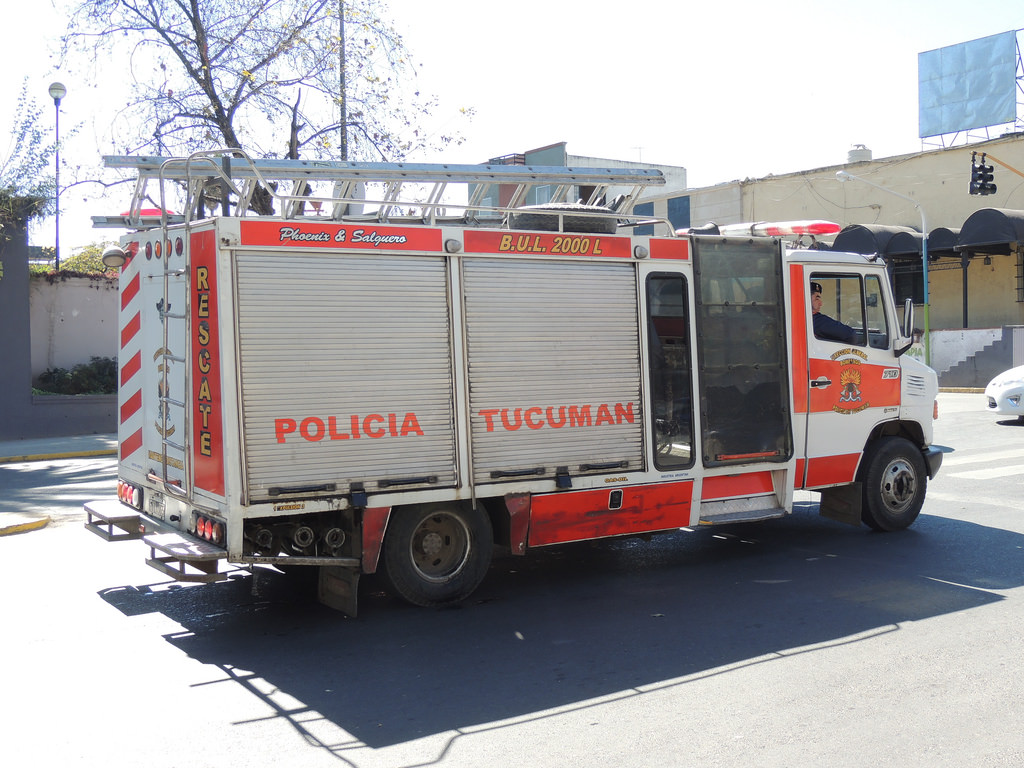
Unidad de Rescate de los Bomberos de la Policía de Tucumán

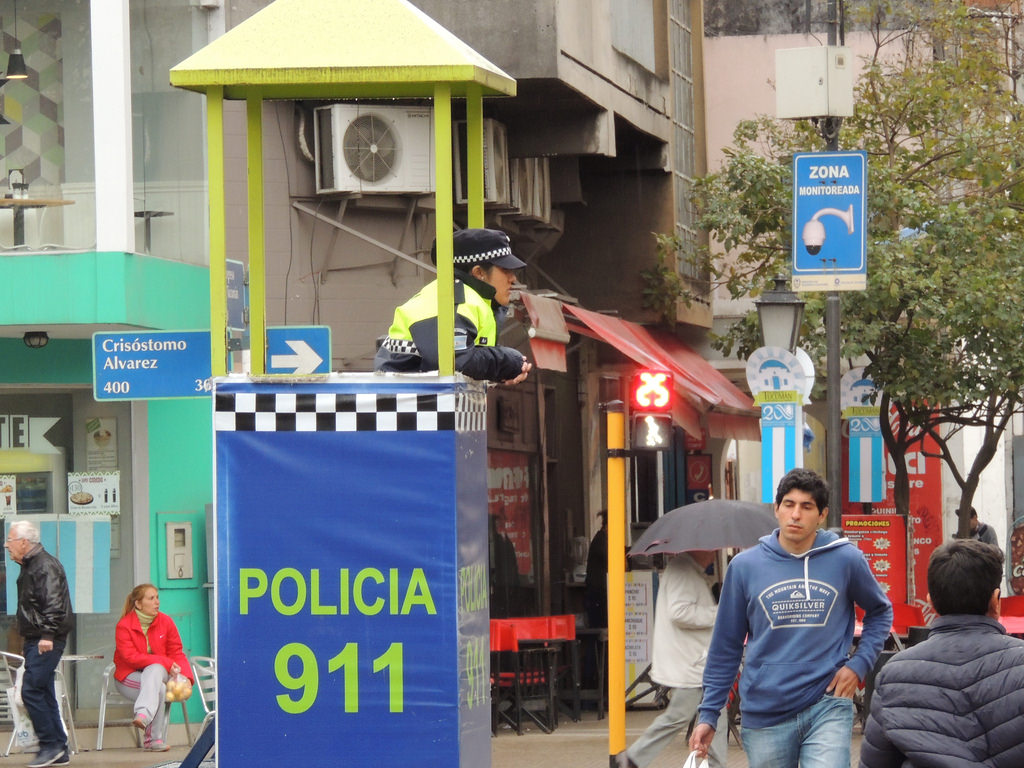
La Policía de Tucumán en el área céntrica de la ciudad capital de la provincia

La Policía de Tucumán, una de las 23 policías provinciales existentes en la Argentina, está a cargo de la seguridad pública de los habitantes de la Provincia de Tucumán.

## Historia

### Sus inicios
Los antecedentes de la Policía tucumana se remontan a la fundación de San Miguel de Tucumán, en 1565. Su fundador, Diego de Villarroel, designó entre los integrantes del Cabildo al Alguacil Mayor encargado de las funciones policiales. 
Luego de las guerras de la Independencia, el gobernador Javier López designó el 30 de junio de 1824 a Juan Venancio Laguna con el título de “Intendente de Policía de esta ciudad y campaña”.
En 1832, el gobernador Alejandro Heredia dictó el primer “Reglamento de Policía” y en 1842 se dictó otro reglamento. El mismo continuaba otorgando a la Policía algunas funciones judiciales y la facultaba para aplicar penas de azotes; todo esto mezclado con funciones municipales, como la inspección de las obras públicas, o la vigilancia de la regularidad de pesas y medidas, por ejemplo.
En 1856 se dictó un nuevo Reglamento. En 1867, al sancionarse la Ley Orgánica de Municipalidades, e instalarse -de acuerdo a ella- los organismos comunales, la Policía fue aliviada de las funciones de ese orden. En 1877 se dictó un nuevo y minucioso Reglamento. 
En 1888 quedó habilitada la Cárcel Penitenciaria, en 25 de Mayo y Av. Sarmiento. El edificio tenía serias deficiencias y se le practicaron múltiples reformas en los años que siguieron. Se lo reservó para los penados, mientras contraventores y encausados se alojaban en la planta baja del Cabildo. Allí también se estableció, en 1894, la Cárcel de Mujeres. En 1906, una ley permitió construir un edificio para sede de Cárcel de Encausados y oficinas de la repartición, en avenida Sarmiento 590, cuyo local subiste en parte.
En 1899 se fundó el Cuerpo de Bomberos, dependiente de la Policía, y en 1900 quedó sancionada la Ley de Contravenciones Policiales. Fue muy importante el nuevo Reglamento General, de 1901: un verdadero Código de Policía, con 1033 artículos. 
En 1910 se instaló la primera Escuela de Cadetes, y en 1912 ya actuaba una específica sección de Investigaciones. La Jefatura se trasladó en 1914 a la nueva Casa de Gobierno (inaugurada dos años antes, y edificada en el solar del viejo Cabildo, que se demolió). Esta medida permitió anexar la cárcel de Encausados a la Penitenciaría, que se hallaba en la misma manzana.
En 1917 se creó la Gendarmería Volante, y en 1927 quedó inaugurada la monumental Cárcel de Villa Urquiza. La policía caminera se instaló en 1941, y en 1942 se abrieron la Escuela de Policía y el Museo Policial.

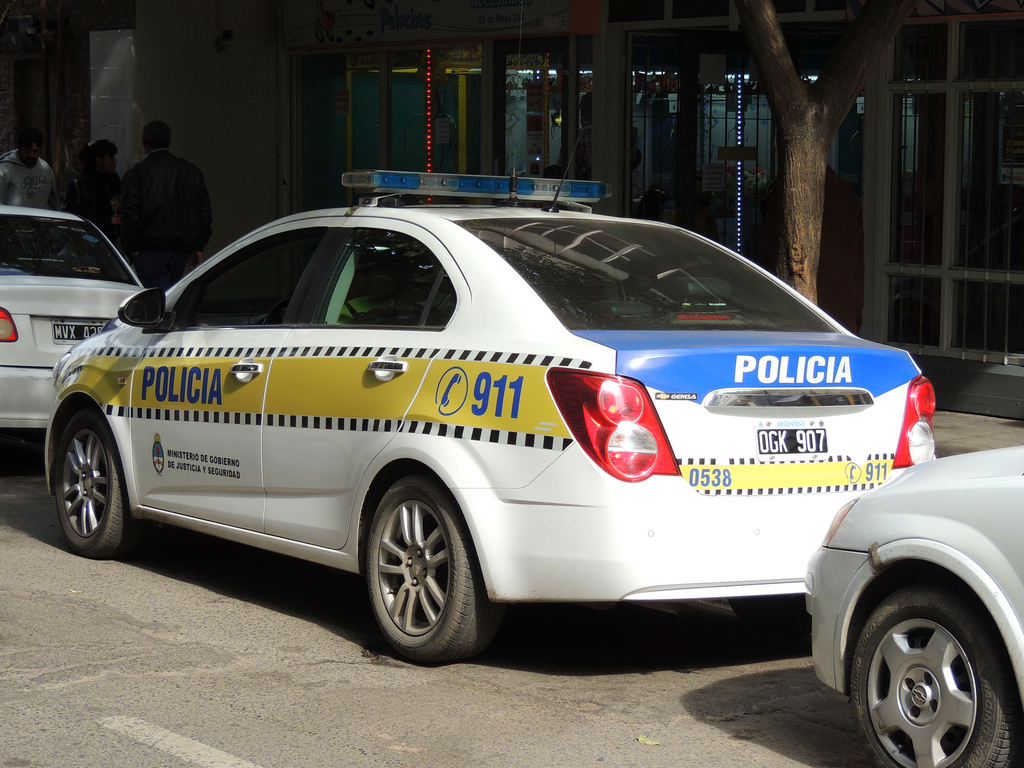
Un patrullero de la Policía de Tucumán en la ciudad de San Miguel de Tucumán

En 1970 se dictó la “Ley Orgánica de la Policía de Tucumán”, que con sucesivas modificaciones, es el ordenamiento que enmarca la estructura y el accionar de la repartición.

### Terrorismo de Estado
El Grupo de Operaciones Especiales de la Policía de Tucumán —60 efectivos— integró la Fuerza de Tareas «San Miguel» junto a la Guardia de Infantería de la Policía Federal Argentina. La FT «San Miguel» tenía su base en San Miguel de Tucumán y dependía del Comando de la V Brigada de Infantería, dependiente del III Cuerpo de Ejército del Ejército Argentino.
La represión en Tucumán estuvo a cargo de Luciano Benjamín Menéndez, como extitular del III Cuerpo de Ejército que abarcaba las provincias de Córdoba, Santiago del Estero, San Luis, San Juan, Salta, Jujuy, Catamarca, La Rioja, Mendoza y Tucumán. Junto con Roberto “El Tuerto” Albornoz, el exjefe de inteligencia de la policía tucumana, recibieron la pena de prisión perpetua por delitos de lesa humanidad cometidos en la ex-Jefatura de Policía de Tucumán, ya teniendo otras tres condenas perpetuas en su haber: dos en Córdoba y otra en Tucumán. 
También fueron condenados los policías Luis y Carlos De Cándido. El primero recibió 18 años de prisión y, su hermano, tres, de ejecución condicional. Durante la dictadura habían cumplido funciones de carceleros y apropiadores de casas de personas secuestradas.
Los cuatro represores fueron juzgados y condenados por la muerte y desaparición de veintidós personas en el centro clandestino de detención “Jefatura de Policía”, durante la década del ’70, cuando Menéndez se desempeñaba como jefe del Tercer Cuerpo de Ejército.
En esta causa también estaba acusado Antonio Domingo Bussi, pero fue excluido por razones de salud. Otros dos represores involucrados en el expediente, Albino Zimmerman y Alberto Cattáneo, murieron mientras se desarrollaba el debate.

#### Los principales represores
- Menéndez fue condenado a prisión perpetua e inhabilitación absoluta y perpetua, por ser autor mediato penalmente responsable de la comisión de los delitos de violación de domicilio, privación ilegítima de la libertad agravada, imposición de tormentos agravada, torturas seguida de muerte, homicidio agravado por alevosía con el fin de lograr impunidad y por el concurso premeditado de dos o más partícipes, todos delitos de lesa humanidad, dice el fallo.

- El represor Roberto Heriberto Albornoz recibió la condena a “prisión perpetua e inhabilitación absoluta y perpetua, por ser co-autor material penalmente responsable de la comisión del delito de asociación ilícita en calidad de organizador, por ser autor material penalmente responsable de los delitos de violación de domicilio, privación ilegítima de la libertad agravada, imposición de tormentos agravada, torturas seguida de muerte y homicidio agravado por alevosía, con el fin de lograr impunidad y por el concurso premeditado de dos o más partícipes”.

- Luis De Cándido fue condenado a “dieciocho años de prisión e inhabilitación absoluta y perpetua, por ser co-autor material penalmente responsable de la comisión del delito de asociación ilícita agravada, violación del domicilio, privación ilegítima de la libertad agravada, torturas seguida de muerte y usurpación de domicilio”.

- Carlos De Cándido recibió la condena de “tres años de prisión de ejecución condicional, al cumplimiento de las reglas de conducta por ser autor material penalmente responsable de la comisión del delito de usurpación”.[4]

- Mario Oscar "Malevo" Ferreyra, quien había sido declarado prófugo por parte de la Justicia Federal en una causa por desaparición de personas durante la dictadura, finalmente se suicidó antes de llegar a juicio.[5]

### En democracia
Durante las rebeliones policiales en Argentina de 2013, cientos de policías se acuartelaron en reclamo de aumentos salariales. La ausencia dio lugar a múltiples saqueos y enfrentamientos. En septiembre de 2014, grabaron a un policía mientras torturaba a un detenido

Esta institución sufre de serias críticas por parte de la población civil.